# 合浦郡
合浦郡，汉至唐的行政区划名。辖境大致包括今广西北部湾沿海和广东湛江、陽江地区，最東端是今天廣東江門市開平縣。

## 汉
西汉元鼎六年（前111年），汉武帝平南越国，划出原南海、象郡交界处设置合浦郡，郡治徐闻（今广东省海康县地域），隶属交州。有15,398戶，人口78,980人。下轄五縣：徐聞縣、高涼縣、合浦縣、臨允縣、朱盧縣。
班固所著《漢書·地理志·第八下》载：

合浦郡，武帝元鼎六年開，莽曰桓合。屬交州。戶萬五千三百九十八，口七萬八千九百八十。縣五：徐聞，高涼，合浦，有關，莽曰桓亭。臨允，牢水北入高要入郁，過郡三，行五百三十里。莽曰大允。朱盧，都尉治。

东汉时，合浦郡辖五县：合浦县、徐闻县、高凉县、臨允縣、朱崖县。23,121户，人口86,617人。
晉司馬彪著《後漢書·第二十三·郡國五》载

合浦郡武帝置。雒陽南九千一百九十一里。五城，戶二萬三千一百二十一，口八萬六千六百一十七。合浦徐聞高凉臨元朱崖

總之，兩漢時期，合浦郡的最東地域包括今天廣東江門市的恩平市，及開平市的部份地區，

## 三国-晋
合浦郡隶属交州，郡址在合浦县城（今浦北县旧州）。
三国吴黄武五年（226年），分合浦以北归广州管辖。
黄武七年（228年），合浦郡改称珠官郡，同年划出合浦县南境设官县，与合浦同属珠官郡。
太元二年至太平（252年-258年）复称合浦郡。
永安三年（260年），划出合浦县西北部设置昌平县（今横县），隶属合浦郡。
太康元年（280年），撤珠崖郡，并入合浦郡，同年划出合浦县东北部设荡昌县（今容县）。
建武元年（317年），析合浦县地置新安县。
唐房玄龄等所著《晉書·卷十五·志第五·地理下》载：

吳黃武五年，割南海、蒼梧、郁林三郡立廣州，交趾、日南、九真、合浦四郡為交州……平吳後，省珠崖入合浦。交州統郡七，縣五十三，戶二萬五千六百。合浦郡漢置。統縣六，戶二千。合浦南平蕩昌徐聞毒質珠官……永安六年，複分交州置廣州，分合浦立合浦北部，以都尉領之。

## 南北朝

### 南朝宋
永初元年（420年）起，合浦郡属交州。
元嘉九年至大明八年（432年-464年），划出合浦县东北部置临漳郡，合浦郡属广州。
泰始七年（471年），划出广州临漳郡和交州的合浦、宋寿二郡，同时增设百粱、龙苏、安昌、南流、永宁、富昌六郡，统称越州。越州和临漳郡驻地在今广西浦北县泉水乡境内。合浦郡管辖合浦、徐闻、荡昌、朱官、朱卢、晋始、新安6县。郡治在合浦县城。
南朝梁沈約等著《宋书·卷三十八·志第二十八·州郡四》载：

合浦太守，漢武帝立，孫權黃武七年，更名珠官，孫亮復舊。先屬交州。領縣七，戶九百三十八。去京都水一萬八百。合浦令，漢舊縣。

### 南朝齐
建元元年（479年），合浦郡治迁徐闻县。合浦郡辖徐闻、合浦、朱卢、新安、晋始、荡昌、朱丰、宁广等9县。
永明六年（488年），划出合浦县东北部置北流郡，属越州。合浦郡驻地由徐闻迁合浦县城。
南朝梁蕭子顯著《南齐书·卷十四·志第六·州郡上》载：

越州，鎮臨漳郡，本合浦北界也。夷獠叢居，隱伏岩障，寇盜不賓，略無編戶。宋泰始中，西江督護陳伯紹獵北地，見二青牛驚走入草，使人逐之不得，乃志其處，雲「此地當有奇祥」。啟立為越州。七年，始置百梁、隴蘇、永甯、安昌、富昌、南流六郡，割廣、交朱緌三郡屬。元徽二年，以伯紹為刺史，始立州鎮，穿山為城門，威服俚獠。土有瘴氣殺人。漢世交州刺史每暑月輒避處高，今交土調和，越瘴獨甚。刺史常事戎馬，唯以戰伐為務。
合浦郡：徐聞合浦朱盧新安晉始蕩昌朱豐宋豐宋廣

### 南朝梁
天监元年（502年）后，撤销临漳郡及其属县，并归合浦县。越州治所迁合浦县城。

## 隋
开皇九年（589年），合浦郡并入越州。
大业元年（605年），越州改称禄州。
大业三年（607年），禄州与合州（今雷州半岛）合并，称合州。同年合州改称合浦郡，隶属扬州，辖11县，郡治在合浦县。
唐朝魏征著《隋书·卷三十一·志第二十六·地理下》载：

合浦郡舊置越州。大業初改為祿州，尋改為合州。統縣十一，戶二萬八千六百九十。

合浦舊置合浦郡。平陳，郡廢。大業初置郡。南昌北流大業初廢陸川縣入。封山大業初廢廉昌縣入。定川舊立定川郡。平陳，郡廢。龍蘇舊置龍蘇郡。平陳，郡廢。大業初又並大廉縣入。海康梁大通中，割番州合浦立高州，尋又分立合州。大同末，以合肥為合州，此置南合州。平陳，以此為合州，置海康縣。大業初州廢，又廢摸落、羅阿、雷川三縣入。抱成舊曰抱，並置郡。平陳，郡廢。十八年改曰抱成。隋康舊曰齊康，置齊康郡。平陳，郡廢，縣改名焉。扇沙舊有椹縣，開皇十八年改為椹川，大業初廢入。鐵杷開皇十年置。

## 唐
合浦郡属岭南道。
合浦郡太守
- 甯宣（武德初年）

武德五年（622年），合浦郡改称越州。同年析合浦县部份辖地设置安昌、高城、大廉、大都4县，同属越州。
貞觀六年（632年），在今广西北海市铁山港区营盘镇境内设珠池县。划出大都县隶属白州（今博白县）。
貞觀八年（634年），越州改称廉州。
貞觀十二年（638年），撤安昌、珠当二县，并归合浦县。
天宝元年（724年），廉州改称合浦郡。
乾元元年（758年），复称廉州，辖合浦、封山、蔡龙、大廉4县。驻地在合浦县城。
至此“合浦郡”之称在中国行政区域划分中消失。现保留有广西壮族自治区合浦县。
宋歐陽修等著《新唐書·卷四十三上·志第三十三上·地理七》载：

嶺南道，蓋古揚州之南境，漢南海、郁林、蒼梧、珠崖、儋耳、交趾、合浦、九真、日南等郡。

## 行政長官
本節如無注明，則出自廣東通志。

### 漢朝合浦太守
- 費貽，字奉君，犍為南安人，光武帝時任。
- 孟嘗，字伯周，會稽上虞人。
- 來達，中平元年（185年）六月任內被叛兵所執[10]。
- 虎旗
- 終寵，南陽人。
- 王晟，吳郡嘉興人。
- 士壹，蒼梧人，燮弟。

### 孫吳合浦太守
- 薛綜，字敬文，沛郡竹邑人。
- 修允，臨川人。

### 陳朝合浦太守
- 龔薦

### 隋朝合浦太守
- 𡩋宣，欽州人，大業中任。